# アダマ・ギラ
アダマ・ギラ（Adama Guira 、1988年4月24日 - ）は、ブルキナファソ・ボボ・ディウラッソ出身のプロサッカー選手。ブルキナファソ代表。ポジションは、ミッドフィールダー。

## 経歴

### クラブ
地元クラブでプロキャリアをスタートし、ヨーロッパの下位リーグを転々としている。

### 代表歴
2010年にブルキナファソ代表デビュー。
主要大会ではアフリカネイションズカップ2015に参加した。